# لیگ برتر فوتبال شیلی
لیگ برتر فوتبال شیلی (به اسپانیایی: Chilean Primera División) لیگ برتر فوتبال در کشور شیلی است. در این لیگ در حال حاضر ۱۶ تیم برتر این کشور در یک سری مسابقات رفت و برگشت به رقابت با یکدیگر می‌پردازند.

## قهرمانان
| رتبه | باشگاه               | قهرمانی | نایب‌قهرمانی |
| ---- | -------------------- | ------- | ----------- |
| ۱    | کولو-کولو            | ۳۴      | ۲۲          |
| ۲    | یونیورسیداد شیلی     | ۱۸      | ۹           |
| ۳    | یونیورسیداد کاتولیکا | ۱۶      | ۲۱          |
| ۴    | کوبرلوا              | ۸       | ۸           |
| ۵    | یونین اسپانیولا      | ۷       | ۱۰          |
| ۶    | آئوداکس ایتالیانو    | ۴       | ۸           |
| ۶    | ماگایانس             | ۴       | ۴           |
| ۶    | اورتون وینیا دل مار  | ۴       | ۲           |
| ۹    | سانتیاگو واندررس     | ۳       | ۴           |
| ۹    | هواچیپاتو            | ۳       | ۰           |
| ۱۱   | پالستینو             | ۲       | ۴           |
| ۱۲   | کوبرسال              | ۱       | ۳           |
| ۱۲   | سانتیاگو مورنینگ     | ۱       | ۲           |
| ۱۲   | اوهیگینس             | ۱       | ۱           |
| ۱۲   | گرین کراس            | ۱       | ۰           |
| ۱۲   | یونین سن فلیپه       | ۱       | ۰           |